# آرواره‌ها
آرواره‌ها (به انگلیسی: Jaws) یک فیلم دلهره‌آور آمریکایی به کارگردانی استیون اسپیلبرگ، محصول سال ۱۹۷۵ است.

## خلاصه داستان
فیلم داستانی از حمله‌های یک کوسه بزرگ سفید به انسان‌ها و تلاش‌های یک افسر پلیس برای نگاهبانی از مردم در برابر این کوسه است. آرواره‌ها بر پایهٔ رمانی به همین نام نوشتهٔ پیتر بنچلی ساخته شده‌است.

## بازخوردها و دستاوردها
این فیلم اولین فیلم مهم اسپیلبرگ محسوب می‌شود که برای او شهرت جهانی آورد. بیشتر شهرت فیلم به خاطر سبک نوآورانهٔ و خاص خود در آن سال‌ها بود که بسیار در سطح جهانی دیده شد. این فیلم نه تنها پرفروش‌ترین فیلم سال شد و تا سال ۱۹۷۷ پرفروش‌ترین فیلم جهان بود بلکه اکنون با محاسبه نرخ تورم با فروشی معادل ۲/۰۲۷ میلیارد دلار یکی از ده فیلم پرفروش تاریخ با محاسبه نرخ تورم است. این فیلم همچنین جز ۲۵۰ فیلم برتر تاریخ سینما در سایت imdb است و در ۵۰۰ فیلم برتر تاریخ سینما به انتخاب مجله امپایر جز ۱۰ فیلم اول است. به نظر خیلی‌ها بهترین فیلم اسپیلبرگ محسوب می‌شود.

## نامزدی‌ها و جوایز
برنده اسکار بهترین موسیقی
برنده اسکار بهترین تدوین
برنده اسکار بهترین میکس صدا
نامزد اسکار بهترین فیلم
برنده گلدن گلوب بهترین موسیقی
برنده بفتای بهترین موسیقی

## دنباله‌ها
- آرواره‌ها ۲ (۱۹۷۸)[۱]
- آرواره‌ها ۳ (۱۹۸۳)
- آرواره‌ها: انتقام (۱۹۸۷)
- سفید بزرگ (فیلم ۱۹۸۱)
- سفید بزرگ (فیلم ۲۰۲۱)